# Team Virtu Pro-Veloconcept/Saison 2016
Dieser Artikel listet Erfolge und Fahrer des Radsportteams Team Virtu Pro-Veloconcept in der Saison 2016 auf.

## Erfolge in der UCI Europe Tour
| Datum       | Rennen                                           | Kat. | Sieger             |
| ----------- | ------------------------------------------------ | ---- | ------------------ |
| 2. April    | 2. Etappe Le Triptyque des Monts et Châteaux     | 2.2  | Mads Würtz Schmidt |
| 3. April    | 3b. Etappe Le Triptyque des Monts et Châteaux    | 2.2  | Mads Würtz Schmidt |
| 1.–3. April | Gesamtwertung Le Triptyque des Monts et Châteaux | 2.2  | Mads Würtz Schmidt |
| 30. Juli    | 4. Etappe Dänemark-Rundfahrt (EZF)               | 2.HC | Mads Würtz Schmidt |

## Erfolge bei den Nationalen Straßen-Radsportmeisterschaften
In den Rennen zu den Nationalen Straßen-Radsportmeisterschaften 2016 gelangen die nachstehenden Erfolge.
| Datum    | Rennen                                          | Sieger         |
| -------- | ----------------------------------------------- | -------------- |
| 23. Juni | Dänische Meisterschaft – Einzelzeitfahren (U23) | Kasper Asgreen |

## Abgänge – Zugänge
| Zugänge             | Team 2015           | Abgänge                | Team 2016                    |
| ------------------- | ------------------- | ---------------------- | ---------------------------- |
| Kasper Asgreen      | MLP Team Bergstraße | Patrick Clausen        | Riwal Platform Cycling Team  |
| Christian Jørgensen | Team ColoQuick      | Jonas Gregaard         | Riwal Platform Cycling Team  |
| Mads Würtz Schmidt  | Team ColoQuick      | Asbjørn Kragh Andersen | Delko Marseille Provence KTM |
| Nicolaj Steen       | Jutlander Bank      | Søren Kragh Andersen   | Team Giant-Alpecin           |
| Niklas Eg           | Neoprofi            | Sebastian Lander       | ONE Pro Cycling              |
| Niklas Larsen       | Neoprofi            | Alex Rasmussen         | ColoQuick-Cult               |
| Andreas Jeppesen    | Neoprofi            | Michael Olsson         | Unbekannt                    |
|                     |                     | Emil Vinjebo           | Giant Scatto U23             |

## Mannschaft
| Teamkader 2016                            | Teamkader 2016    | Teamkader 2016 | Teamkader 2016                      |
| Name                                      | Geburtsdatum      | Land           | Vorheriges Team                     |
| ----------------------------------------- | ----------------- | -------------- | ----------------------------------- |
| Kasper Asgreen                            | 8. Februar 1995   | Dänemark       | MLP Bergstraße (2015)               |
| Niklas Eg                                 | 6. Januar 1995    | Dänemark       | Herning Cykle Klub (2015)           |
| Daniel Foder                              | 7. April 1983     | Dänemark       | Blue Water (2013)                   |
| Andreas Jeppesen                          | 21. Juli 1996     | Dänemark       |                                     |
| Christian Jørgensen                       | 13. November 1987 | Dänemark       | ColoQuick (2015)                    |
| Niklas Larsen                             | 22. März 1997     | Dänemark       | Team Kelberg-Roskilde Junior (2015) |
| Mark Pedersen                             | 6. November 1991  | Dänemark       | Blue Water (2013)                   |
| Mads Rahbek                               | 19. Oktober 1995  | Dänemark       | Blue Water Junior (2013)            |
| Thomas Riis                               | 31. August 1992   | Dänemark       | Blue Water (2013)                   |
| Mads Würtz Schmidt                        | 31. März 1994     | Dänemark       | ColoQuick (2015)                    |
| Nicolaj Steen                             | 4. Januar 1995    | Dänemark       |                                     |
| Anders Hardahl                            | 3. Mai 1996       | Dänemark       |                                     |
|                                           |                   |                |                                     |
| Quellen: ProCyclingStats Cycling Archives |                   |                |                                     |